# Sideroxylon majus
Espèce
Classification phylogénétique
Le bois de fer blanc (Sideroxylon majus) est une espèce de plantes à fleurs du genre Sideroxylon de la famille des Sapotaceae. C'est un arbre endémique de l'île de La Réunion.

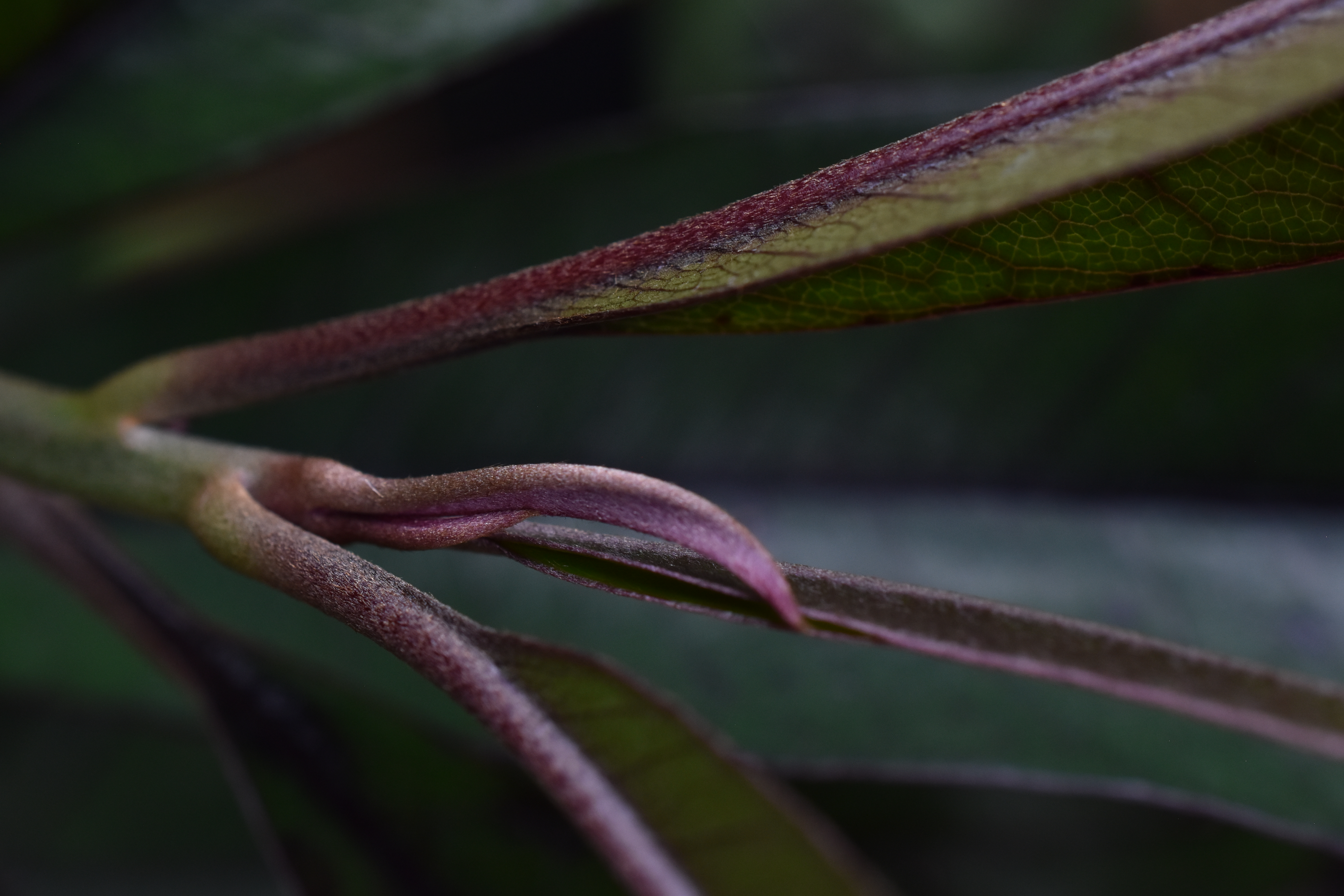
Rameau du Bois de fer blanc

## Synonymes
- Calvaria imbricarioides (A.DC.) Dubard
- Calvaria major C.F.Gaertn.
- Sideroxylon imbricarioides A.DC.
- Sideroxylon laurifolium Comm. ex A.DC.